# تيري ريتشاردسون
تيري ريتشاردسون (بالإنجليزية: Terry Richardson)‏ (و. 1965  م) هو مصور، ومصور موضة أمريكي، ولد في نيويورك.

## التعليم
تعلم في مدرسة هوليوود الثانوية، وNordhoff High School ‏.

## وصلات خارجية
- تيري ريتشاردسون على موقع IMDb (الإنجليزية)
- تيري ريتشاردسون على موقع مونزينجر (الألمانية)
- تيري ريتشاردسون على موقع ميوزك برينز (الإنجليزية)
- تيري ريتشاردسون على موقع ديسكوغز (الإنجليزية)
- تيري ريتشاردسون على موقع قاعدة بيانات الفيلم (الإنجليزية)

- تيري ريتشاردسون في قاعدة بيانات الأفلام على الإنترنت